# Hei-tiki

Un hei-tiki (prononcé en maori [hɛˈtiːkiː]) est un pendentif traditionnel maori. 

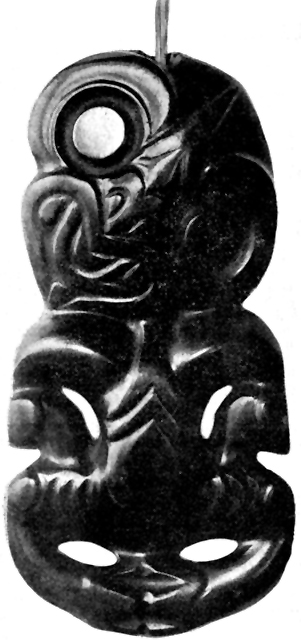
Hei-tiki (long.17cm)

## Description
Ce pendentif (hei en maori) figure un être humain (tiki) en position de repos : il a les jambes repliées sous lui et les bras s'appuient sur les cuisses. Parfois, le sculpteur détaille les mains qui ne comportent que 3 doigts, placées sur le ventre comme une marque de satisfaction. La tête, le plus souvent penchée sur la droite, a la langue tirée (geste de provocation chez les Maoris). Les yeux du visage sont rehaussés de nacre, plus tard avec l’influence des Européens, ils pourront être en cire rouge - cette couleur d'un symbolisme puissant est très recherchée dans le monde polynésien.
Porté autour du cou, il est souvent en néphrite (pounamu en  maori) ou en os de baleine avec une corde en fibres végétales et un fermoir en os de baleine.

## Symbolisme
Interprété comme la représentation d'un ancêtre, il est de grande valeur : pour les Maoris c'est un trésor (taonga). Il apporte à son possesseur le mana des ancêtres qui s'ajoute au sien propre.

## Un objet prisé
À l'origine taillé dans le fil d'une hache en néphrite, la production de hei-tiki semble s'intensifier à la suite de la rencontre avec Cook. En effet, ce bijou provoque un très vif intérêt de la part des Européens ; ces derniers le troquent avec les Maoris dès que possible.
C'est aujourd'hui l'un des objets les plus caractéristiques de la culture maorie avec le Hei matau.